# Barbie dans Casse-noisette
Pour les articles homonymes, voir Casse-noisette (homonymie).
Série Barbie
Barbie, princesse Raiponce
(2002)
Pour plus de détails, voir Fiche technique et Distribution.
Barbie dans Casse-noisette (titre original : Barbie in the Nutcracker) est un film de Noël d’animation américano-canadien réalisé par Owen Hurley, sorti directement en vidéo en 2001.

## Synopsis
Un soir de Noël Clara (Barbie) reçoit un cadeau de sa tante Elisabeth Drosselmeyer, un soldat Casse-Noisette en bois. Cette nuit-là, alors que Clara dort, Casse-Noisette prend vie pour chasser l’horrible roi des rats qui occupe le petit salon de Clara. Celle-ci se réveille et vient prêter main-forte à Casse-Noisette, mais le roi des rats lui lance alors un mauvais sort et la fait rétrécir. Casse-Noisette et Clara se trouvent alors entraînés dans de fabuleuses aventures pour trouver la Fée Dragée, la seule qui détient le pouvoir de briser le maléfice du roi des rats sur Casse-Noisette.

## Fiche technique
- Titre original : Barbie in the Nutcracker
- Titre français : Barbie dans Casse-noisette
- Réalisation : Owen Hurley
- Scénario : Linda Engelsiepen, Hilary Hinkle et Rob Hudnut, d'après le conte Casse-Noisette et le Roi des souris de E.T.A. Hoffmann et aussi d'après le ballet Casse-Noisette de Tchaïkovski
- Direction artistique : Tony Pulham
- Musique : Arnie Roth, basé sur le ballet Casse-Noisette de Tchaïkovski
- Production : Jesyca C. Durchin et Jennifer Twiner McCarron ; Ian Pearson et Rob Hudnut (exécutifs)
- Société de production : Mattel Entertainment, Mainframe Entertainment
- Société de distribution : Alliance Atlantis Vivafilm
- Pays d'origine : États-Unis, Canada
- Langue d'origine : anglais
- Format : couleur - son stéréo
- Genre : animation
- Durée : 60 minutes (TV) ; 82 minutes (vidéo)
- Dated de sortie : 
  - États-Unis : 2 octobre 2001
  - France : 15 octobre 2002[2]

Sources : Générique du DVD, IMDb

## Distribution
| - Kelly Sheridan : Barbie / Clara - Kirby Morrow : Casse-noisette / le prince Eric - Tim Curry : le roi des Rats - Peter Kelamis : Pimm - Christopher Gaze : commandant Menthe - Ian James Corlett : capitaine Sucre-d'orge - French Tickner : grand-père Drosselmeyer - Kathleen Barr : tante Elisabeth Drosselmeyer / la Chouette - Shona Galbaraith : fées - Alex Doduck : Tommy - Chantal Strand : Kelly - Britt McKillip : petite fille bonbon à la menthe - Danny McKinnon : petit garçon pain d'épice - Cathy Weseluck : la bonne | - Michèle Lituac : Barbie / Clara - Emmanuel Curtil : Casse-noisette / le prince Eric - Patrick Floersheim : le Roi des rats - Gérard Surugue : Pimm - Bernard Tiphaine : commandant Menthe - Laurent Morteau : colonel Sucre-d'orge - Benoît Allemane : grand-père Drosselmeyer - Blanche Ravalec : tante Elisabeth Drosselmeyer - Sylvie Ferrari : la Fée des neiges - François Pacôme : souris |

Source : Générique du DVD

## Autour du film
Diffusé à la télévision et distribué en vidéo, le film est primé et a remporté un certain succès.
Créée en 1959, la poupée Barbie est à l'origine de nombreux produits dérivés. Elle a également inspiré plusieurs films d’animation. Barbie Casse-noisette est la première de ces adaptations, suivie en 2002 par Barbie, princesse Raiponce.
L’histoire s’inspire du conte Casse-Noisette et le Roi des souris d’E.T.A. Hoffmann transposé en ballet par Tchaïkovski, dans Casse-noisette.
Pour l’animation (capture de mouvement), les scènes de danse ont été interprétées par la compagnie du New York City Ballet, sur une chorégraphie de Peter Martins.

## Distinctions

### Récompenses
- DVD Exclusive Awards (en) 2001 : Video Premiere Award - Best Animated Video Premiere Movie pour Barbie : Casse-noisette

### Nominations
- DVD Exclusive Awards 2001 : Video Premiere Award - Best Animated Character Performance pour les personnages de Barbie et de Pimm la chauve-souris

Source : IMDb